# 新潟西郵便局
新潟西郵便局（にいがたにしゆうびんきょく）は新潟県新潟市西区にある郵便局。民営化前の分類では集配普通郵便局であった。

## 概要
住所：〒950-2099 新潟県新潟市西区寺尾朝日通25-10

## 沿革
- 1872年（明治5年）旧9月 - 内野（うちの）郵便取扱所として開設[1]。
- 1875年（明治8年）1月1日 - 内野郵便局（五等）となる。
- 1885年（明治18年）6月10日 - 貯金取扱を開始。
- 1890年（明治23年）11月16日 - 為替取扱を開始。
- 1912年（大正元年）12月21日 - 電話交換業務および電話加入者の託送電報取扱を開始[2]。
- 1966年（昭和41年）9月16日 - 特定郵便局から普通郵便局に局種別改定[3]。
- 1968年（昭和43年）10月26日 - 電話交換および和文電報配達業務を、内野電報電話局に移管。
- 1986年（昭和61年）5月26日 - 新潟市内野町から同市寺尾朝日通に移転するとともに、新潟西郵便局[4]に改称。
- 1998年（平成10年）9月1日 - 外国通貨の両替および旅行小切手の売買に関する業務取扱を開始。
- 2006年（平成18年）9月25日 - 赤塚郵便局から「950-22xx」区域の集配業務を移管[5]。
- 2007年（平成19年）10月1日 - 民営化に伴い、併設された郵便事業新潟西支店に一部業務を移管。
- 2012年（平成24年）10月1日 - 日本郵便株式会社発足に伴い、郵便事業新潟西支店を新潟西郵便局に統合。
- 2017年（平成29年）2月1日 - ゆうゆう窓口の24時間営業を中止。

## 取扱内容
- 郵便、印紙、ゆうパック、内容証明
- 貯金、為替、振替、振込、国際送金、外貨両替、国債、投資信託
- 生命保険、バイク自賠責保険、自動車保険、がん保険、引受条件緩和型医療保険
- ゆうちょ銀行ATM
- 「950-20xx」「950-21xx」「950-22xx」区域（新潟市西区の一部）の集配業務
- ゆうゆう窓口

## 周辺
- 国立病院機構西新潟中央病院
- 新潟市立坂井輪小学校
- 西川

## アクセス
- JR東日本 ■越後線 寺尾駅もしくは小針駅より徒歩 約14分
- 新潟交通 W3 寺尾線 「西郵便局前」バス停より徒歩 1分
- 西区区バス坂井輪ルート（Qバス） 「小針駅前」バス停より徒歩 約20分
- E8 北陸自動車道 新潟西インターチェンジより車 約20分
- 国道116号（新潟西バイパス） 小新インターチェンジより車 約20分
- 駐車場：合計 27台（無料）